# Aulerci

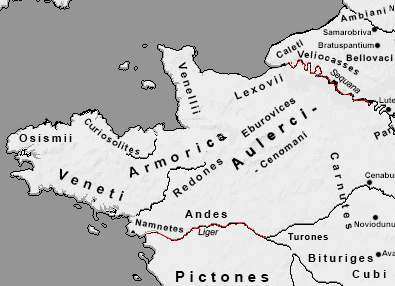
Karte mit Angabe des Stammesgebietes der Aulerci

Die Aulerci (dt. Aulerker) waren ein keltisches Volk in Gallien.
Die Aulerci bevölkerten den Nordwesten Galliens zwischen den Flüssen Loire und Seine. Caesar erwähnt sie als eines derjenigen Völker, die am Meer lebten und den Ozean befuhren. Nach Titus Livius gehörten die Aulerci bzw. ihr Teilstamm, die Cenomani, zur Zeit des sagenhaften letzten römischen Königs Lucius Tarquinius Superbus zu einem Verbund von Stämmen, der von Ambicatus angeführt wurde, dem König der Biturigen. Livius berichtet, dass diese Stämme ein so großes Bevölkerungswachstum zu verzeichnen hatten, dass sie beschlossen, auszuwandern, um eine Überbevölkerung zu vermeiden. So wanderten Gallier, darunter auch ein Teil der Aulerci-Cenomani, unter Bellovesus über die Alpen nach Gallia cisalpina aus und ließen sich dort nieder.
Das Volk der Aulerci bestand aus vier Teilstämmen:
- Ein großer Teil der Cenomani wanderte – wie oben erwähnt – über die Alpen nach Italien und ließ sich dort nieder. Der Rest lebte bei Le Mans.[3]
- Die Eburovices lebten in der Gegend von Évreux, nordöstlich der Cenomani. Ihr Hauptort hieß Mediolanum Aulercorum.[4] Ihr Name bedeutet „Eibenkämpfer“.[5]
- Die Diablintes oder Diablinti lebten im Raum um eine Stadt namens Noviodunum, das heutige Jublains.[6]
- Die Brannovices hatten sich vom Hauptstamm losgelöst und waren Klienten der Haeduer geworden.[7] Der Name lässt sich als „Rabenkämpfer“ übersetzen.[8]